# Euphorbia obovata
Euphorbia obovata là một loài thực vật có hoa trong họ Đại kích. Loài này được Decne. mô tả khoa học đầu tiên năm 1834.